# Salad Fingers
 (septembre 2023).
Si vous disposez d'ouvrages ou d'articles de référence ou si vous connaissez des sites web de qualité traitant du thème abordé ici, merci de compléter l'article en donnant les références utiles à sa vérifiabilité et en les liant à la section « Notes et références ».
Salad Fingers est une série de films d'animation en flash créée par David Firth, dont le premier épisode a été mis en ligne sur Internet le 1er juillet 2004. Salad Fingers (doigts de salade en français), qui met en scène le personnage du même nom, raconte l'histoire d'un être étrange à la peau verte, chauve, bossu et pourvu de doigts très longs.  L'histoire bâtie au fil des épisodes, tout aussi perturbante que son personnage principal, se caractérise par un ton lugubre, sombre et teinté d'humour noir.

## Synopsis
L'univers de Salad Fingers est une contrée désertique lugubre. Le personnage principal, Salad Fingers, est obsédé par la sensation, qu'il qualifie de « délicieuse » (delightful), du frottement des textures de divers objets sur ses « doigts de salade », la plupart de ces objets étant des articles rouillés (notamment des cuillères). Parmi ses autres plaisirs, on peut citer le sang, qu'il appelle « l'eau rouge » (the red water), les robinets sales et les orties. Ses monologues, exprimés d'une voix douce et ondoyante, contribuent à plonger le spectateur dans un univers étrange et irréel.
L'histoire se déroule vraisemblablement quelques années après une "Grande Guerre" où Salad Fingers a tout perdu; il vit depuis reclus dans un monde sinistre où tout ce qui échappe à son contrôle l'effraie. La mort de son frère, la disparition de sa fille et de son ami "Charly" ont provoqué chez cet étrange personne une nécrose de l'esprit qui empire de jour en jour.
L'essentiel de la musique utilisée est signée du groupe de musique électronique écossais Boards of Canada, dont la pièce "Beware The Friendly Stranger". La musique sombre aux basses sourdes qui intervient lorsque Salad Fingers a peur est interprétée par David Firth à la guitare (le son est ralenti et monté à l'envers). La bande son contient aussi des morceaux d'Aphex Twin, David Firth insérant d'ailleurs régulièrement des références subliminales à cet artiste dans ses œuvres en flash. Ainsi, le logo d'Aphex Twin apparaît sur le téléphone dans le cinquième épisode de Salad Fingers et sur l'horloge accrochée au mur dans un autre des dessins animés de Firth, Spoilsbury Toast Boy.

## Personnages
Salad Fingers : Son nom complet est Salad Gregory Stuart Fingers. Il est le personnage principal. Fou et maladif, ses longs doigts sont très sensibles aux surfaces rouillées. Il vit au milieu d'une contrée désertique dans une cabane en bois. Il s'y distrait comme il peut, mais fait parfois des rencontres peu anodines, voire dangereuses. Il semble souffrir de nombreux troubles psychologiques : dédoublement de la personnalité, attirance pour les cadavres, le sang, masochisme, schizophrénie... Il refuse ou est incapable de différencier la fiction de la réalité, de même que les êtres vivants ou inanimés. Salad Fingers aime particulièrement se passer des orties sur le corps, afin de provoquer des démangeaisons qu'il semble beaucoup apprécier. Toutefois, on s'aperçoit qu'il sait jouer à la perfection de la flûte traversière, possède un grand sens du rythme et qu'il a toujours voulu visiter la France (il parle le français). Il maîtrise également le code morse et semble avoir déjà eu une fille, qu'il confond avec Mr. Branches. Il aime s'enfermer dans un minuscule conduit où il pleure et joue, de retour en enfance. Toujours selon lui, sa mère lui répétait toujours que plus tard, il mourrait de la scarlatine.
Hubert Cumberdale : personnage récurrent : une petite marionnette que Salad Fingers se passe au doigt. Il est l'objet de fantasmes de la part de Salad Fingers. D'après Salad Fingers, il aurait un goût de matières fécales et de suie.
Marjory Stewart-Baxter : une petite marionnette que Salad Fingers se passe au doigt. Elle apparaît dans trois épisodes et aurait un goût de poussière de soleil.
Jeremy Fisher : une petite marionnette que Salad Fingers se passe au doigt. Dans l'épisode 6, il offre un cheval de bois à Salad Fingers. De sa bouche s'écoule parfois un liquide vert.
Aunty Bainbridge: un humanoïde jaune à chemise verte ne communiquant que par des cris stridents. Il est le voisin de Salad Fingers et possède un grand nombre d'objets rouillés, que ce dernier traque.
Milford Cubicle (Harry) : un humanoïde sans bras qui apparaît dans l'épisode 3. Il poursuit Salad Fingers qui a dérobé son landau et meurt en tentant de briser la porte avec sa tête. Il finit sur un crochet dans la cabane de Salad Fingers. Celui-ci le nomme "Milford Cubicle" mais il porte un badge au nom de "Harry". Son corps finira par se décomposer et devenir tout poisseux, et sa chair quant à elle servira à des invités surprise pour confectionner un chapeau qu'ils offriront sur un poteau mobile à "Salad Fingers".
Bordois: un cloporte apparaissant dans l'épisode 4 que Salad Fingers trouve attrayant. Il le tuera accidentellement en voulant le caresser.
Mable : une petite fille timide à l'apparence très humaine avec qui Salad fingers pique-niquera.
Yvonne: tumeur intestinale de Salad Fingers. Malade, ce dernier a fini par l'expulser de son corps. Mais sa folie aidant, il prit ces restes noirâtres pour une petite fille dont il venait d'accoucher. Il fait allusion aux "yeux de sa mère" (bien que l'objet en question n'en possède pas) et l'enferme dans un trou pour que le « bébé » fasse des exercices. Il finit par rendre visite à Aunty Bainbridge et oublie soudainement l'existence d'Yvonne. Pensant que c'est une éponge, Salad Fingers va laver les fenêtres d'Aunty avec sa propre tumeur... en les rendant encore plus sales qu'elles ne l'étaient auparavant.
Horace Horsecollar : un jouet semblable à un cheval offert par Jeremy Fisher.
Kenneth : un cadavre en décomposition trouvé dans le désert, en fait un torse et une tête. Salad Fingers lui parle comme s'il était son frère, vivant, de retour de la "Grande Guerre"
Mr. Branche : un arbre avec une voix d'enfant et un visage, qui apparaît dans les épisodes 7 et 9. Il appelle Salad Fingers "Papa".
Tony: un humanoïde mutant à la silhouette grossière avec un œil énorme, il tombe amoureux de Salad Fingers, provoquant la surprise de ce dernier. Tony tentera de capturer Salad Fingers pour le forcer à vivre avec lui. Voyant que son plan a échoué, Tony se mettra à pleurer sur le sol.
Glass mother: une vieille dame vivant dans le miroir de Salad Fingers. Elle est montrée odieuse envers Salad Fingers, l'agressant souvent verbalement et le forçant à manger une sorte de bouillie qui le rend malade. Il est difficile de savoir si elle existe réellement ou si c'est une autre hallucination de Salad Fingers.
New Improved Hubert Cumberdale (the real boy): Une version améliorée d'Hubert Cumberdale qui apparaît dans l'épisode 11, faite avec la marionnette d'Hubert et des restes de peau humaine que Salad Fingers appelle "flesh boy" (littéralement: "garçon de chair").
Mark Dimaline: Une tête chauve allongée qui sort du sol, avec des yeux qui ressortent à travers des orbites déformées et une longue langue noire. À ce jour, il n'est apparu que dans l'épisode douze où il est reconnu par Salad Fingers. Il semble être un client fidèle. Il parle anglais, bien que sa voix soit fortement déformée. 
Personnages sans nom:
- Un jeune enfant qui fut cuit dans le four de Salad Fingers, qui l'avait appelé pour préparer à manger.
- Un corbeau qui rend visite à Salad Fingers lors de son pique-nique. Ce dernier mentionne également qu'un vieil ami nommé "Charlie" devrait venir le voir, bien qu'il ne soit jamais venu. Il se peut que Charlie n'existe pas ou qu'il soit mort durant la "Grande Guerre" dont parle Salad Fingers.
- Plusieurs humanoïdes qui ressemblent à Salad Fingers. Ils assistent à l'anniversaire d'Hubert Cumberdale.
- Un cadavre de chien en décomposition que Salad Fingers cherche à séduire.
- Un chien à tête de bébé vivant dans un arbre mort, qui semble être un parent du cadavre de chien.